# 內蒂克 (內布拉斯加州)
內蒂克（英語：Natick）是位於美國內布拉斯加州托馬斯縣的非建制地區。

## 歷史
內蒂克的郵局於1887年設立，1888年關閉後又於1910年重啟，最終於1916年停運。

## 地理
內蒂克所處的海拔為高於海平面849米（即2786英呎），而該地所採用的時區為UTC-6，即北美中部时区（CST）。同時該地設有夏令時間，為UTC-6調快一小時，即UTC-5（CDT）。